# Отдельная механизированная армия
Отдельная механизированная армия — отдельное объединение Советской армии ВС СССР, дислоцировавшееся на территории Румынии.

## История
В июне 1945 года, в связи с победоносным завершением Великой Отечественной войны и переводом войск на размещение по условиям мирного времени, была создана Южная группа войск (ЮГВ), которая дислоцировалась на территориях бывших союзников нацистской Германии: Болгарии и Румынии, перешедших на сторону антигитлеровской коалиции в августе — сентябре 1944 г. После расформирования ЮГВ в 1947 году, 24 декабря 1947 года была сформирована Отдельная механизированная армия (ОМехА). В другом источнике указано что 20 декабря 1947 года после подписания мирных договоров с Румынией и Болгарией ЮГВ прекратила свое существование, а её функции перешли к вновь созданной Особой механизированной армии.
В состав ОМехА (управление — Бухарест) изначально вошли пять дивизий: 19-я танковая, 4-я и 33-я гвардейские механизированные, 19-я и 20-я механизированные, по другим данным в состав армии входили три механизированных дивизии:
- 2-я гвардейская Николаевско-Будапештская Краснознамённая ордена Суворова (Крайова);
- 4-я гвардейская Сталинградская Краснознамённая орденов Суворова и Кутузова (София);
- 25-я гвардейская Криворожская Краснознамённая ордена Суворова (Констанца).

ОМехА дислоцировалась на территории Румынии, позже Румынской Народной Республики до 1958 года.
Соединения армии (её 33-я гвардейская механизированная дивизия и 233-й гвардейский стрелковый полк 81-й гвардейской стрелковой дивизии) участвовали в наведении порядка в Венгрии во время так называемого вооруженного восстания (в советской литературе — мятежа).
Летом 1957 года из состава армии выведена и отправлена в Киевский ВО 81-я гвардейская мотострелковая дивизия. 4 июня 1957 года ОМехА переформирована в 1-ю отдельную армию (1 ОА).
В июле 1958 года якобы по «настоятельной просьбе» румынского руководства 1 ОА была выведена из Румынии в Советский Союз и передана в состав Киевского военного округа, вместе с её управлением (передислоцировано в Чернигов) выведены и все остававшиеся в её составе дивизии: 33-я гвардейская мотострелковая (бывшая гвардейская механизированная) — в Кишинёв Молдавская ССР, 37-я гвардейская танковая (бывшая 25-я гвардейская механизированная) — в Кривой Рог УССР.

## Командующие армией
- 24.12.1947 — 30.01.1948 — генерал-полковник В. Д. Цветаев
- 30.01.1948 — 20.04.1949 — генерал-лейтенант В. П. Свиридов
- 20.04.1949 — 23.06.1950 — генерал-полковник Н. И. Гусев
- 18.09.1950 — январь 1956 — генерал-полковник Ф. И. Голиков
- 17.01.1956 — 17.04.1958 — генерал-полковник танковых войск А. Л. Гетман[3]

## Состав
Состав армии на момент формирования в 1947 году:
- управление;
- 19-я Перекопская Краснознамённая танковая дивизия
- 4-я гвардейская механизированная Сталинградская Краснознамённая, орденов Суворова, Кутузова дивизия
  - 13-й Новобугский Краснознаменный гвардейский механизированный полк;
  - 14-й Нижнеднепровский Краснознаменный, ордена Кутузова гвардейский механизированный полк;
  - 15-й Новобугско-Белградский Краснознаменный гвардейский механизированный полк;
  - 36-й гвардейский танковый Нижнеднепровский Краснознаменный, орденов Суворова, Кутузова полк;
  - 103-й гвардейский тяжелый танко-самоходный полк;
  - 240-й артиллерийский полк;
  - 763-й зенитно-артиллерийский полк;
- 19-я механизированная Запорожская Краснознамённая, ордена Суворова дивизия
- 20-я механизированная Пермская Краснознамённая дивизия (дивизия расформирована в 1947 г. в связи с ликвидацией ЮГВ)
  - 74-й механизированный полк;
  - 75-й механизированный полк;
  - 76-й механизированный полк;
  - 78-й артиллерийский полк

 Состав на 01.01.1948 г.:
- управление;
- 4-я гвардейская механизированная Сталинградская Краснознамённая, орденов Суворова, Кутузова дивизия (в 1948 г. выведена в Киевский военный округ;
- 2-я гвардейская механизированная дивизия (в 1949 г. передислоцирована в Венгрию);
- 25-я гвардейская механизированная Криворожская Краснознамённая, ордена Суворова дивизия;
- 126-я истребительная авиационная дивизия;

 Состав на 01.01.1951 г.:
- управление;
- 33-я гвардейская механизированная дивизия (Тимишоара) (введена в состав армии в 1949 г. из Одесского военного округа);
  - 104-й Венский Краснознаменный, орденов Кутузова и Александра Невского гвардейский механизированный полк;
  - 105-й гвардейский механизированный полк;
  - 106-й Будапештский гвардейский механизированный полк;
  - 133-й гвардейский тяжелый танко-самоходный полк;
  - 71-й гвардейский танковый полк;
  - 100-й гвардейский артиллерийский полк;
  - 1195-й артиллерийский полк;
  - 1093-й зенитно-артиллерийский полк;
  - 61-й отдельный гвардейский минометный дивизион;
  - 139-й отдельный мотоциклетный батальон
- 25-я гвардейская механизированная дивизия;
- 126-я истребительная авиационная дивизия;

 Состав на 01.01.1954 г.:
- управление;
- 33-я гвардейская механизированная дивизия;
- 25-я гвардейская механизированная дивизия (в мае 1957 г. преобразована в 37-ю гвардейскую танковую дивизию);
- 66-я истребительная авиационная дивизия;
- 67-я смешанная авиационная дивизия;
- 86-я зенитно-артиллерийская дивизия;

 Состав на 01.07.1957 г.:
- управление;
- 33-я гвардейская мотострелковая дивизия (выведена в Одесский военный округ);
- 81-я гвардейская мотострелковая дивизия (введена в 1953 г. из Киевского военного округа, в 1957 г. выведена обратно;
- 35-я гвардейская танковая дивизия;
- 66-я истребительная авиационная дивизия (1957 году в ОдВО, Лиманское);
- 67-я смешанная авиационная дивизия;
- 86-я зенитно-артиллерийская дивизия

## Численность войск
- 1947 год — 60 000;
- октябрь 1948 года — 32 000;
- июль 1949 года — 28 000;
- январь 1950 года — 32 000;
- сентябрь 1952 года — 32 000.

## Дислокация
Штаб армии располагался в Бухаресте. Советские гарнизоны дислоцировались в городах Тимишоара, Клуж, Яссы, Бухарест, Галац, Фокшаны, Брэила, Плоешти, Констанца. Авиационные части располагались в городах Отопени, Бобоц и других, штаб располагался в г. Констанца. Например, в Констанце были расквартированы танковые, пехотные, артиллерийские части общей численностью в 9 657 военных и гражданских служащих.